# Spodoptera commelinae
Spodoptera commelinae là một loài bướm đêm trong họ Noctuidae.